# Hà Nam đẳng xử Thừa tuyên Bố chính sứ ty
Hà Nam đẳng xử Thừa Tuyên bố chính sứ ty (phồn thể: 河南等處承宣布政使司), gọi tắt là Hà Nam Bố chính sứ ty, là một trong 13 khu vực hành chính cấp tỉnh dưới triều Minh (1368 - 1644). Phạm vi ngày nay thuộc tỉnh Hà Nam, Trung Quốc. Nha môn Bố chính sứ ty đặt tại Khai Phong phủ (nay là thành phố Khai Phong, tỉnh Hà Nam).

## Lịch sử hình thành và phát triển
Địa phận của Hà Nam nguyên thuộc Hà Nam Giang Bắc và Trung Thư tỉnh. Hồng Vũ nguyên niên (1368), triều đình nhà Minh thiết lập Trung Thư phân tỉnh, chọn Khai Phong phủ làm Bắc Kinh, dự định xây dựng kinh đô thứ 2 sau Nam Kinh, cùng năm đó đổi tên Trung Thư phân tỉnh thành Hà Nam phân tỉnh, quản hạt các phủ Hoài Khánh, Vệ Huy, Chương Đức, Đại Danh, Quảng Bình, Thuận Đức, Hà Gian, Bảo Định, Chân Định; thăng cấp Tín Dương thành trực lệ châu.
Hồng Vũ năm thứ 2 (1369), các phủ Đại Danh, Quảng Bình, Thuận Đức, Hà Gian, Bảo Định, Chân Định tách khỏi Hà Nam phân tỉnh, nhập vào Bắc Bình hành tỉnh (về sau là Bắc Trực Lệ). Hà Nam phân tỉnh đổi tên thành Hà Nam Hành Trung thư tỉnh.
Hồng Vũ năm thứ 4 (1371), giáng cấp Tín Dương thành châu.
Hồng Vũ năm thứ 9 (1376), thiết lập Hà Nam Thừa tuyên Bố Chính sứ ty, cùng năm tiếp nhận các phủ Kinh Châu, Hoàng Châu, trực lệ châu Miện Dương từ Hồ Quảng hành tỉnh.
Hồng Vũ năm thứ 11 (1378), bãi bỏ Bắc Kinh, Nam Kinh trở lại làm kinh sư.
Hồng Vũ năm thứ 24 (1391), tách các phủ Kinh Châu, Hoàng Châu, Hán Dương và trực lệ châu Miện Dương khỏi Hà Nam cho Hồ Quảng Bố Chính sứ ty quản lý.
Thành Hóa năm thứ 12 (1476), thăng cấp Nhữ châu thành trực lệ châu.
Gia Tĩnh năm thứ 24 (1545), thăng cấp Quy Đức từ trực lệ châu thành phủ.

## Các phủ, châu, huyện trực thuộc
| TT | Tên gọi           | Cấp hành chính   | Cấp hành chính        | Địa giới hiện nay                                          | Châu (州)           | Huyện (縣)         |
| TT | Tên gọi           | Phủ (府)         | Trực lệ châu (直隸州) | Địa giới hiện nay                                          | Châu (州)           | Huyện (縣)         |
| -- | ----------------- | ---------------- | --------------------- | ---------------------------------------------------------- | ------------------- | ------------------ |
| 1  | Khai Phong (開封) | X                |                       | Các thành phố Khai Phong, Hứa Xương, Trịnh Châu, Chu Khẩu. | -                   | Tường Phù (祥符)   |
| 1  | Khai Phong (開封) | X                | Trần Lưu (陳留)       | Các thành phố Khai Phong, Hứa Xương, Trịnh Châu, Chu Khẩu. | -                   |                    |
| 1  | Khai Phong (開封) | X                | Kỷ (杞)               | Các thành phố Khai Phong, Hứa Xương, Trịnh Châu, Chu Khẩu. | -                   |                    |
| 1  | Khai Phong (開封) | X                | Thông Hứa (通許)      | Các thành phố Khai Phong, Hứa Xương, Trịnh Châu, Chu Khẩu. | -                   |                    |
| 1  | Khai Phong (開封) | X                | Thái Khang (太康)     | Các thành phố Khai Phong, Hứa Xương, Trịnh Châu, Chu Khẩu. | -                   |                    |
| 1  | Khai Phong (開封) | X                | Úy Thị (尉氏)         | Các thành phố Khai Phong, Hứa Xương, Trịnh Châu, Chu Khẩu. | -                   |                    |
| 1  | Khai Phong (開封) | X                | Vị Xuyên (洧川)       | Các thành phố Khai Phong, Hứa Xương, Trịnh Châu, Chu Khẩu. | -                   |                    |
| 1  | Khai Phong (開封) | X                | Yên Lăng (鄢陵)       | Các thành phố Khai Phong, Hứa Xương, Trịnh Châu, Chu Khẩu. | -                   |                    |
| 1  | Khai Phong (開封) | X                | Phù Câu (扶溝)        | Các thành phố Khai Phong, Hứa Xương, Trịnh Châu, Chu Khẩu. | -                   |                    |
| 1  | Khai Phong (開封) | X                | Trung Mưu (中牟)      | Các thành phố Khai Phong, Hứa Xương, Trịnh Châu, Chu Khẩu. | -                   |                    |
| 1  | Khai Phong (開封) | X                | Dương Vũ (陽武)       | Các thành phố Khai Phong, Hứa Xương, Trịnh Châu, Chu Khẩu. | -                   |                    |
| 1  | Khai Phong (開封) | X                | Nguyên Vũ (原武)      | Các thành phố Khai Phong, Hứa Xương, Trịnh Châu, Chu Khẩu. | -                   |                    |
| 1  | Khai Phong (開封) | X                | Phong Khâu (封丘)     | Các thành phố Khai Phong, Hứa Xương, Trịnh Châu, Chu Khẩu. | -                   |                    |
| 1  | Khai Phong (開封) | X                | Duyên Tân (延津)      | Các thành phố Khai Phong, Hứa Xương, Trịnh Châu, Chu Khẩu. | -                   |                    |
| 1  | Khai Phong (開封) | X                | Lan Dương (蘭陽)      | Các thành phố Khai Phong, Hứa Xương, Trịnh Châu, Chu Khẩu. | -                   |                    |
| 1  | Khai Phong (開封) | X                | Nghi Phong (儀封)     | Các thành phố Khai Phong, Hứa Xương, Trịnh Châu, Chu Khẩu. | -                   |                    |
| 1  | Khai Phong (開封) | X                | Tân Trịnh (新鄭)      | Các thành phố Khai Phong, Hứa Xương, Trịnh Châu, Chu Khẩu. | -                   |                    |
| 1  | Khai Phong (開封) | X                | Trần Châu (陳州)      | Các thành phố Khai Phong, Hứa Xương, Trịnh Châu, Chu Khẩu. | Thương Thủy (商水)  |                    |
| 1  | Khai Phong (開封) | X                | Trần Châu (陳州)      | Các thành phố Khai Phong, Hứa Xương, Trịnh Châu, Chu Khẩu. | Tây Hoa (西華)      |                    |
| 1  | Khai Phong (開封) | X                | Trần Châu (陳州)      | Các thành phố Khai Phong, Hứa Xương, Trịnh Châu, Chu Khẩu. | Hạng Thành (項城)   |                    |
| 1  | Khai Phong (開封) | X                | Trần Châu (陳州)      | Các thành phố Khai Phong, Hứa Xương, Trịnh Châu, Chu Khẩu. | Trầm Khâu (沈丘)    |                    |
| 1  | Khai Phong (開封) | X                | Hứa Châu (許州)       | Các thành phố Khai Phong, Hứa Xương, Trịnh Châu, Chu Khẩu. | Lâm Toánh (臨潁)    |                    |
| 1  | Khai Phong (開封) | X                | Hứa Châu (許州)       | Các thành phố Khai Phong, Hứa Xương, Trịnh Châu, Chu Khẩu. | Tương Thành (襄城)  |                    |
| 1  | Khai Phong (開封) | X                | Hứa Châu (許州)       | Các thành phố Khai Phong, Hứa Xương, Trịnh Châu, Chu Khẩu. | Yển Thành (郾城)    |                    |
| 1  | Khai Phong (開封) | X                | Hứa Châu (許州)       | Các thành phố Khai Phong, Hứa Xương, Trịnh Châu, Chu Khẩu. | Trường Cát (長葛)   |                    |
| 1  | Khai Phong (開封) | X                | Vũ Châu (禹州)        | Các thành phố Khai Phong, Hứa Xương, Trịnh Châu, Chu Khẩu. | Mật (密)            |                    |
| 1  | Khai Phong (開封) | X                | Trịnh Châu (鄭州)     | Các thành phố Khai Phong, Hứa Xương, Trịnh Châu, Chu Khẩu. | Huỳnh Dương (滎陽)  |                    |
| 1  | Khai Phong (開封) | X                | Trịnh Châu (鄭州)     | Các thành phố Khai Phong, Hứa Xương, Trịnh Châu, Chu Khẩu. | Huỳnh Trạch (滎澤)  |                    |
| 1  | Khai Phong (開封) | X                | Trịnh Châu (鄭州)     | Các thành phố Khai Phong, Hứa Xương, Trịnh Châu, Chu Khẩu. | Hà Âm (河陰)        |                    |
| 1  | Khai Phong (開封) | X                | Trịnh Châu (鄭州)     | Các thành phố Khai Phong, Hứa Xương, Trịnh Châu, Chu Khẩu. | Tị Thủy (汜水)      |                    |
| 2  | Hà Nam (河南)     | X                |                       | Các thành phố Lạc Dương, Tam Môn Hiệp                      | -                   | Lạc Dương (洛陽)   |
| 2  | Hà Nam (河南)     | X                | Yển Sư (偃師)         | Các thành phố Lạc Dương, Tam Môn Hiệp                      | -                   |                    |
| 2  | Hà Nam (河南)     | X                | Củng (鞏)             | Các thành phố Lạc Dương, Tam Môn Hiệp                      | -                   |                    |
| 2  | Hà Nam (河南)     | X                | Mạnh Tân (孟津)       | Các thành phố Lạc Dương, Tam Môn Hiệp                      | -                   |                    |
| 2  | Hà Nam (河南)     | X                | Nghi Dương (宜陽)     | Các thành phố Lạc Dương, Tam Môn Hiệp                      | -                   |                    |
| 2  | Hà Nam (河南)     | X                | Vĩnh Ninh (永寧)      | Các thành phố Lạc Dương, Tam Môn Hiệp                      | -                   |                    |
| 2  | Hà Nam (河南)     | X                | Tân An (新安)         | Các thành phố Lạc Dương, Tam Môn Hiệp                      | -                   |                    |
| 2  | Hà Nam (河南)     | X                | Mãnh Trì (澠池)       | Các thành phố Lạc Dương, Tam Môn Hiệp                      | -                   |                    |
| 2  | Hà Nam (河南)     | X                | Đăng Phong (登封)     | Các thành phố Lạc Dương, Tam Môn Hiệp                      | -                   |                    |
| 2  | Hà Nam (河南)     | X                | Tung (嵩)             | Các thành phố Lạc Dương, Tam Môn Hiệp                      | -                   |                    |
| 2  | Hà Nam (河南)     | X                | Lư Thị (盧氏)         | Các thành phố Lạc Dương, Tam Môn Hiệp                      | -                   |                    |
| 2  | Hà Nam (河南)     | X                | Thiểm Châu (陝州)     | Các thành phố Lạc Dương, Tam Môn Hiệp                      | Linh Bảo (靈寶)     |                    |
| 2  | Hà Nam (河南)     | X                | Thiểm Châu (陝州)     | Các thành phố Lạc Dương, Tam Môn Hiệp                      | Văn Hương (閿鄉)    |                    |
| 3  | Quy Đức (歸德)    | X                |                       | Thành phố Thương Khâu                                      | -                   | Thương Khâu (商丘) |
| 3  | Quy Đức (歸德)    | X                | Ninh Lăng (寧陵)      | Thành phố Thương Khâu                                      | -                   |                    |
| 3  | Quy Đức (歸德)    | X                | Lộc Ấp (鹿邑)         | Thành phố Thương Khâu                                      | -                   |                    |
| 3  | Quy Đức (歸德)    | X                | Hạ Ấp (夏邑)          | Thành phố Thương Khâu                                      | -                   |                    |
| 3  | Quy Đức (歸德)    | X                | Vĩnh Thành (永城)     | Thành phố Thương Khâu                                      | -                   |                    |
| 3  | Quy Đức (歸德)    | X                | Ngu Thành (虞城)      | Thành phố Thương Khâu                                      | -                   |                    |
| 3  | Quy Đức (歸德)    | X                | Tuy Châu (睢州)       | Thành phố Thương Khâu                                      | Cao Thành (考城)    |                    |
| 3  | Quy Đức (歸德)    | X                | Tuy Châu (睢州)       | Thành phố Thương Khâu                                      | Chiết Thành (柘城)  |                    |
| 4  | Nhữ Ninh (汝寧)   | X                |                       | Thành phố Trú Mã Điếm và phía Tây thành phố Tín Dương      | -                   | Nhữ Dương (汝陽)   |
| 4  | Nhữ Ninh (汝寧)   | X                | Chân Dương (真陽)     | Thành phố Trú Mã Điếm và phía Tây thành phố Tín Dương      | -                   |                    |
| 4  | Nhữ Ninh (汝寧)   | X                | Thượng Thái (上蔡)    | Thành phố Trú Mã Điếm và phía Tây thành phố Tín Dương      | -                   |                    |
| 4  | Nhữ Ninh (汝寧)   | X                | Tân Thái (新蔡)       | Thành phố Trú Mã Điếm và phía Tây thành phố Tín Dương      | -                   |                    |
| 4  | Nhữ Ninh (汝寧)   | X                | Tây Bình (西平)       | Thành phố Trú Mã Điếm và phía Tây thành phố Tín Dương      | -                   |                    |
| 4  | Nhữ Ninh (汝寧)   | X                | Xác Sơn (確山)        | Thành phố Trú Mã Điếm và phía Tây thành phố Tín Dương      | -                   |                    |
| 4  | Nhữ Ninh (汝寧)   | X                | Toại Bình (遂平)      | Thành phố Trú Mã Điếm và phía Tây thành phố Tín Dương      | -                   |                    |
| 4  | Nhữ Ninh (汝寧)   | X                | Tín Dương (信陽州)    | Thành phố Trú Mã Điếm và phía Tây thành phố Tín Dương      | -                   |                    |
| 4  | Nhữ Ninh (汝寧)   | X                | Quang Châu (光州)     | Thành phố Trú Mã Điếm và phía Tây thành phố Tín Dương      | Cố Thủy (固始)      |                    |
| 4  | Nhữ Ninh (汝寧)   | X                | Quang Châu (光州)     | Thành phố Trú Mã Điếm và phía Tây thành phố Tín Dương      | Quang Sơn (光山)    |                    |
| 4  | Nhữ Ninh (汝寧)   | X                | Quang Châu (光州)     | Thành phố Trú Mã Điếm và phía Tây thành phố Tín Dương      | Tức (息)            |                    |
| 4  | Nhữ Ninh (汝寧)   | X                | Quang Châu (光州)     | Thành phố Trú Mã Điếm và phía Tây thành phố Tín Dương      | Thương Thành (商城) |                    |
| 5  | Nam Dương (南陽)  | X                |                       | Thành phố Nam Dương                                        | -                   | Nam Dương (南陽)   |
| 5  | Nam Dương (南陽)  | X                | Trấn Bình (鎮平)      | Thành phố Nam Dương                                        | -                   |                    |
| 5  | Nam Dương (南陽)  | X                | Đường (唐)            | Thành phố Nam Dương                                        | -                   |                    |
| 5  | Nam Dương (南陽)  | X                | Bí Dương (泌陽)       | Thành phố Nam Dương                                        | -                   |                    |
| 5  | Nam Dương (南陽)  | X                | Đồng Bách (桐柏)      | Thành phố Nam Dương                                        | -                   |                    |
| 5  | Nam Dương (南陽)  | X                | Nam Triệu (南召)      | Thành phố Nam Dương                                        | -                   |                    |
| 5  | Nam Dương (南陽)  | X                | Đặng Châu (州)        | Thành phố Nam Dương                                        | Nội Hương (內鄉)    |                    |
| 5  | Nam Dương (南陽)  | X                | Đặng Châu (州)        | Thành phố Nam Dương                                        | Tân Dã (新野)       |                    |
| 5  | Nam Dương (南陽)  | X                | Đặng Châu (州)        | Thành phố Nam Dương                                        | Tích Xuyên (淅川)   |                    |
| 5  | Nam Dương (南陽)  | X                | Dụ Châu (州)          | Thành phố Nam Dương                                        | Vũ Dương (舞陽)     |                    |
| 5  | Nam Dương (南陽)  | X                | Dụ Châu (州)          | Thành phố Nam Dương                                        | Diệp (葉)           |                    |
| 6  | Hoài Khánh (懷慶) | X                |                       | Thành phố Thấm Dương                                       | -                   | Hà Nội (河內)      |
| 6  | Hoài Khánh (懷慶) | X                | Tể Nguyên (濟源)      | Thành phố Thấm Dương                                       | -                   |                    |
| 6  | Hoài Khánh (懷慶) | X                | Tu Võ (修武)          | Thành phố Thấm Dương                                       | -                   |                    |
| 6  | Hoài Khánh (懷慶) | X                | Võ Trắc (武陟)        | Thành phố Thấm Dương                                       | -                   |                    |
| 6  | Hoài Khánh (懷慶) | X                | Mạnh (孟)             | Thành phố Thấm Dương                                       | -                   |                    |
| 6  | Hoài Khánh (懷慶) | X                | Ôn (溫)               | Thành phố Thấm Dương                                       | -                   |                    |
| 7  | Vệ Huy (衛輝)     | X                |                       | Thành phố Tân Hương                                        | -                   | Cấp (汲)           |
| 7  | Vệ Huy (衛輝)     | X                | Tạc Thành (胙城)      | Thành phố Tân Hương                                        | -                   |                    |
| 7  | Vệ Huy (衛輝)     | X                | Tân Hương (新鄉)      | Thành phố Tân Hương                                        | -                   |                    |
| 7  | Vệ Huy (衛輝)     | X                | Hoạch Gia (獲嘉)      | Thành phố Tân Hương                                        | -                   |                    |
| 7  | Vệ Huy (衛輝)     | X                | Kỳ (淇)               | Thành phố Tân Hương                                        | -                   |                    |
| 7  | Vệ Huy (衛輝)     | X                | Huy (輝)              | Thành phố Tân Hương                                        | -                   |                    |
| 8  | Chương Đức (彰德) | X                |                       | Thành phố An Dương                                         | -                   | An Dương (安陽)    |
| 8  | Chương Đức (彰德) | X                | Lâm Chương (臨漳)     | Thành phố An Dương                                         | -                   |                    |
| 8  | Chương Đức (彰德) | X                | Thang Âm (湯陰)       | Thành phố An Dương                                         | -                   |                    |
| 8  | Chương Đức (彰德) | X                | Lâm (林)              | Thành phố An Dương                                         | -                   |                    |
| 8  | Chương Đức (彰德) | X                | Từ Châu (磁州)        | Thành phố An Dương                                         | Võ An (武安)        |                    |
| 8  | Chương Đức (彰德) | X                | Từ Châu (磁州)        | Thành phố An Dương                                         | Thiệp (涉)          |                    |
| 9  | Nhữ Châu (汝州)   |                  | X                     | Thành phố Bình Đỉnh Sơn (thị xã Nhữ Châu)                  | -                   | Lỗ Sơn (魯山)      |
| 9  | Nhữ Châu (汝州)   | Giáp (郟)        | X                     | Thành phố Bình Đỉnh Sơn (thị xã Nhữ Châu)                  | -                   |                    |
| 9  | Nhữ Châu (汝州)   | Bảo Phong (寶豐) | X                     | Thành phố Bình Đỉnh Sơn (thị xã Nhữ Châu)                  | -                   |                    |
| 9  | Nhữ Châu (汝州)   | Y Dương (伊陽)   | X                     | Thành phố Bình Đỉnh Sơn (thị xã Nhữ Châu)                  | -                   |                    |